# Georges Adéagbo
Georges Adéagbo (Cotonou, 1942) è uno scultore beninese, conosciuto per il suo lavoro sugli oggetti trovati casualmente.

## Biografia
Studia legge ad Abidjan, prima di trasferirsi in Francia per continuare gli studi. Torna nel Benin nel 1971, in occasione della morte del padre. Inizia a mettere su installazioni (che lui stesso chiama installations éphémères, "installazioni effimere") nel cortile della propria casa e isolato dalla famiglia e dalla società. Per vent'anni vive in estrema povertà e isolamento, mentre la famiglia più volte cerca di farlo sottoporre a cure psichiatriche.
È solo a partire dagli anni novanta che Adéagbo inizia ad ottenere un certo riconoscimento internazionale. Riceve il Premio d'Onore alla Biennale di Venezia nel 1999.

## Mostre
Georges Adéagbo è protagonista di numerose esposizioni personali e ha partecipato tra le altre Biennale di Johannesburg del 1997, alla Biennale di Venezia del 1999, alla Biennale di Lione del 2000, a Documenta11 del 2002 e alla Biennale di Dakar del 1996 durante la quale a realizzato una performance al Village de la Biennale.

### Personali
- "Dieu-créateur dans la création", ed AC-DC Archiv des Museum Ludwig, Galerie Elisabeth Kaufmann Zurigo, 2005.
- "L'explorateur et les explorateurs devant l'histoire de l'exploration", Le théâtre du monde, Museum Ludwig, Colonia, 2004.
- "Le Socialisme Africain", Ikon Gallery, Birmingham, 2004.
- "L'Epoque Pythagoreene", Galerie im Taxispalais, Innsbruck, 2001.
- "La rencontre de l'Afrique et du Japon", Toyota Municipal Museum of Art, 2000.
- "Abraham, l'ami de Dieu", P.S.1, New York, Long Island City, 2000.
- "La mort et la résurrection", Galerie Natalie Obadia, Parigi, 1997.
- "la Rédemption, le Rédempteur", le Quartier, centro d'arte contemporanea, Quimper, Francia, 1997

### Collettive
- "Dieu-créateur dans la création" e "AC-DC Archiv des Museum Ludwig" entrambi in versione modificata, Galerie Kaufmann, Zurigo, 2005.
- "In the Bed" in: In Bed. Toyota Municipal Museum of Art, 2004.
- "L'explorateur et les explorateurs devant l'histoire de l'exploration", Le théâtre du monde, versione modificata. Museum Ludwig DC Space. Collection Museum Ludwig, 2004.
- "Dieu-créateur dans la création" Art Cologne, Stand Galerie Elisabeth Kaufmann, 2004.
- "AC-DC Archiv des Museum Ludwig" Rheinschau, Colonia, 2004.
- "L'explorateur et les explorateurs devant l'histoire de l'exploration".. !-Le théâtre du monde.. !' in : Documenta 11, Kassel, 2002.
- "Le Socialisme Africain" in: "The Short Century" di Okwui Enwezor quattro sedi. Villa Stuck - Munich, Haus der Kulturen der Welt-Berlin, MCA-Chicago, P.S.1- New York (2002)
- "Un espace...! Monde(histoire de l'art)" in: Ein Raum ist eine Welt. Kunsthalle Zurich 2001
- "ForwArt", sei curatori-sei artisti, Adéagbo è stato invitato da Harald Szeemann per "La colonisation Belge en Afrique noir" per la mostra a Bruxelles ospitata dalla BBL(Banque Bruxelles Lambert) April-May, 2000.
- "La resurrection de Edith Piaf" in "Voilà. le monde dans la tête", Musée d'art moderne de la ville de Paris, ARC, 2000.
- "Hommage à Napoléon le grand" in "la ville, le jardin, la mémoire", Rome, installazione nella loggia e nei giardini di villa Medici, 2000.
- "Partage de l'exotisme" at the fifth Biennale de Lyon, the piece "La mort et la resurrection"("Death and Resurrection", creata per la mostra alla Galleria Natalie Obadia, Parigi 1997) è stata parzialmente installata contro la voglia del artista, 2000.
- "Venise d'hier-Venise d'aujour d'hui" (‘The Story of the Lion’) installazione per un giorno per il Campo dell'Arsenale, il 10 giugno, ospitata di Joint Adventures Art Projects e la Biennale di Venezia, premiata con il premio della giuria, 1999.
- "Kunstwelten im Dialog", Museum Ludwig Koeln, concept: Marc Scheps (Global Art Rheinland 2000) Against Georges Adégbo's will, the piece ‘Death and Resurrection’ (dedicated for a gallery exhibition in Paris 1997) was partially installed. His offer to create a site specific installation for the occasion and city of Cologne was refused, 1999.
- "Le Canibalisme" "Roteiros, Roteiros, ...Roteiros" XXIV Biennale de Sao Paolo, 1998.
- "Les Écoles philosophiques" 7. Triennale der Klein-Plastik, Afrika-Europa", Stuttgart, 1998.
- "L'art contemporain et l'art moderne", "Georges Adéagbo and Honoré d'O", Kunsthalle FRI-ART, Fribourg, Switzerland, 1997.
- "La Créativité" "Die anderen Modernen", Haus der Kulturen der Welt, Berlin, 1997.
- "Les Veilleurs du Monde"1997/98 studio-session e mostra al Centre Culturel Français, Cotonou, Benin e Musée national d'arts d'Afrique et d'Océanie, Parigi, 1997.
- "L'An 01 de la Democratie" 1997-1998 "Alternating Currents,” second Johannesburg Biennial, South Africa, 1997.
- "Les Images de l'Afrique", "African Art towards the Year 2000", Round Tower, Kopenhagen, 1996.
- "La Renaissance", Galerie du jour Agnès B., Parigi, 1996
- "La Paix Dans le Monde", "Dialog des Friedens", Palais of the United Nations, Geneva, 1995.
- "L'Art et l'Evolution", "Big City", The Serpentine Gallery, London, 1995.
- "L'Archeologie", African Artists and Aids", Centre Culturel Français, Cotonou, Benin; The Dakar Biennial, Senegal, 1995.
- "L'Archeologie", in "La Route de l'art sur la Route de l'esclave", Saline Royale d'Arc-et-Senans, Francia; nel 1997: Centre culturel du SESC Pompeia, Sâo Paolo, Brazil, 1998: Musée d'art moderne, Santo Domingo, Dominican Republic, e Centre culturel de Fond Saint-Jacques, Sainte-Marie, Martinique, 1999 Artchipel, scène nationale de la Guadeloupe, 1994.